# جی‌ایی هوندا اچ‌اف۱۲۰

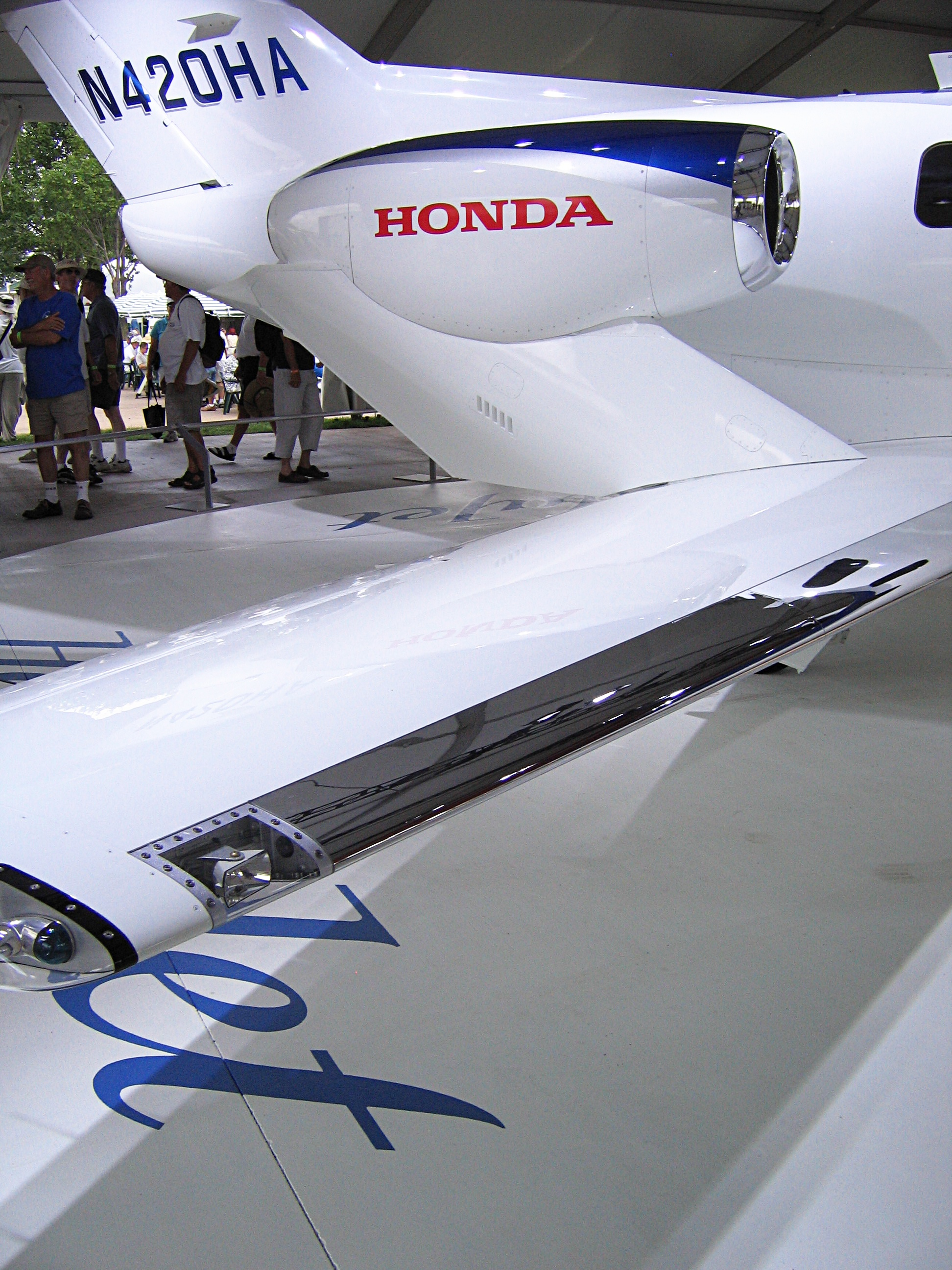
یک موتور اچ‌اف۱۲۰ که بالای بال یک فروند هونداجت نصب شده‌است.

جنرال الکتریک هوندا اچ‌اف۱۲۰ یک موتور توربوفن کوچک است که برای بازار جت‌های تجاری توسط شرکت‌های جنرال الکتریک و هوندا تولید می‌شود.

## کاربردها
این موتور به عنوان یک موتور مقاوم شده روی هواپیمای سسنا سایتیشن‌جت و همچنین روی جت تجاری هوندا (هونداجت) نصب شده‌است.

## مشخصات فنی
Data from Honda

#### خصوصیات کلی
- نوع: موتور هواگرد توربوفن
- طول: ۵۹٫۵ اینچ (۱۵۱ سانتیمتر) (end-to-end)
- قطر: ۲۵٫۸ اینچ (۶۶ سانتیمتر)
- وزن خشک: ۲۱۱٫۳ کیلوگرم (۴۶۶ پوند) with basic accessories and optional equipment[۵]

#### اجزا
- کمپرسور: یک فن با تیغه‌های پهن، دو کمپرسور محوری کم‌فشار، یک کمپرسور گریز از مرکز پرفشار
- Combustors: حلقوی
- توربین: One axial HP stage (48,777 rpm), two axial LP stages (19,055 rpm).

#### عملکرد
- Maximum رانش: ۲٬۰۵۰ پوند-نیرو (۹٫۱ کیلونیوتن) (برخاست)
- نسبت فشار کلی: ۲۴:۱
- نسبت کنار گذر: ۲٫۹:۱
- دمای داخلی توربین: ۱٬۵۸۰ درجه فارنهایت (۸۶۰ درجه سلسیوس) (Takeoff)
- مصرف سوخت یژه برخاست: <۰٫۷ پوند بر پوند-نیرو بر ساعت (۷۱ کیلوگرم بر کیلونیوتن بر ساعت)
- نسبت نیرو به وزن: 4.4